# Alzheimer-világnap
Az Alzheimer-világnap (angol nyelven: World Alzheimer's Day) a Nemzetközi Alzheimer Társaság (rövidítve: ADI) által kezdeményezett és az Egészségügyi Világszervezet (WHO) támogatását élvező, évente szeptember 21-én világszerte megrendezett eseménysorozat. 
Célja, hogy világszerte felhívja a figyelmet az Alzheimer-kór és más demenciák terjedésének veszélyére, visszaszorításának, a tévhitek eloszlatásának és a társadalmi összefogásnak szükségességére, a betegséggel élők körülményeinek javítására. 
Az Alzheimer világnapot a Nemzetközi Alzheimer Társaság Edinburgh-ban 1994. szeptember 21-én megnyitott éves konferenciáján hirdette meg, melyen a társaság alapításának 10. évfordulóját is megünnepelték. A kezdeményezéshez több mint 80 nemzeti tagszervezetük csatlakozott, melyek a kampányt minden évben saját országukban szervezik. 
2012-ben az ADI meghirdette az Alzheimer-világhónap (World Alzheimer's Month) elnevezésű, szintén éves rendszerességgel ismétlődő projektjét, ezzel a figyelemfelhívó kampányt egész szeptemberre kiterjesztette. Azóta szeptember 21. az Alzheimer hónap csúcspontja. A Nemzetközi Alzheimer Társaság minden évben ezen a napon teszi közzé a demencia globális terjedésével, visszaszorításával, az aktuális tennivalókkal foglalkozó éves jelentését és ajánlásait.
Magyarországon az eseménysorozatot évek óta az ADI magyar tagszervezete, a Feledékeny Emberek Hozzátartozóinak Társasága koordinálja, illetve szervezi..